# 全国体力・運動能力、運動習慣等調査
全国体力・運動能力、運動習慣等調査（ぜんこくたいりょく・うんどうのうりょく、うんどうしゅうかんとうちょうさ）とは、2008年度より日本全国の小学5年生、中学2年生全員を対象として行われる、スポーツテストのことである。一般には、「全国体力テスト」「全国運動テスト」とも呼ばれている。
全国学力調査の体力版として、子どもの体力向上に生かす目的で実施される。2008年度は約240万人が対象になる予定。2008年度の参加率は小学校が71.8パーセント、中学校が71.5パーセントで、全国学力調査よりも若干低い割合となっている。ちなみに、同様のテストは以前より文部科学省が抽出調査で行っていた。
結果は国全体の平均のほか、都道府県別や地域の規模別に公表し、市町村や学校、児童生徒本人にも提供される。
調査種目は、実技調査が握力・上体起こし・長座体前屈・反復横跳び・20メートルシャトルラン（中学2年生は、持久走との選択制）・50メートル走・立ち幅とび・ソフトボール投げ（中学2年生は、ハンドボール投げ）。併せて、生活習慣や食習慣、運動習慣などを調査する。

## 結果
全国体力・運動能力、運動習慣等調査の結果がスポーツ庁のホームページで公表されている。

### 小学校
総合評価Aを獲得した男子小学生の割合は以下の通り
。
|              | 2018年 |
| ------------ | ------ |
| 公立         | 12.9%  |
| 国立         | 15.2%  |
| 私立         | 8.9%   |
| 大都市       | 11.1%  |
| 中核市       | 12.9%  |
| その他の都市 | 13.6%  |
| 町村         | 14.1%  |
| へき地       | 14.8%  |

### 中学校
総合評価Aを獲得した男子中学生の割合は以下の通り
。
|              | 2018年 |
| ------------ | ------ |
| 公立         | 8.4%   |
| 国立         | 8.5%   |
| 私立         | 4.2%   |
| 大都市       | 6.5%   |
| 中核市       | 8.2%   |
| その他の都市 | 8.9%   |
| 町村         | 9.2%   |
| へき地       | 7.4%   |

### 高校
高校生は全国体力・運動能力、運動習慣等調査の対象ではないが、小中学生と同様に運動能力テストを受けている。
一部の自治体がその結果の一部を公表している。
都立中高一貫教育校の運動能力は他の都内公立高校より高い傾向にある。
一般に、学力と運動能力の間には相関関係があり、成績の良い公立高校の生徒の運動能力は高い傾向にある。運動の刺激が脳によい影響を与えることは科学的に証明されている。